# Hagaöverenskommelserna
Hagaöverenskommelserna var ekonomiskpolitiska överenskommelser i Sverige mellan Socialdemokraterna, Folkpartiet och Centerpartiet som ingicks 1974–1976. De innebar bland annat att marginalskatterna för medelinkomsttagare sänktes samtidigt som arbetsgivaravgifterna höjdes. Överläggningarna ägde rum på Haga slott.